# Goran Perkovac
Goran Perkovac (Slatina, 16. rujna 1962.), umirovljeni hrvatski rukometaš i sadašnji rukometni trener.
Dobitnik je nagrade trener godine u Švicarskoj za 2007. godinu. Bivši je izbornik Grčke rukometne reprezentacije, Švicarske rukometne reprezentacije, Hrvatske rukometne reprezentacije te bivši trener nekoliko rukometnih klubova širom Europe.
Kao član reprezentacije 1996. godine dobitnik je Državne nagrade za šport "Franjo Bučar".

### Igrački uspjesi
Igračku karijeru je započeo 1979. godine u RK Medveščaku gdje je osvojio tri Jugoslavenska rukometna kupa.
Goran Perkovac došao je 1989. godine u klub BSV BORBA Luzern, i 1993. godine postao prvak Švicarske. Godine 1996. mijenja klub i prelazi za četiri i pol godine u TV Suhr, gdje postaje dva puta prvak Švicarske, a zadnji klub za kojeg je igrao je Pfadi Winterthur.
Isto tako uspješan je bio i s hrvatskom rukometno reprezentacijom s kojom je 1996. godine osvojio olimpijsko zlato, a na Mediteranskim igrama 1993. u Languedoc-Roussillonu također zlato.
S 2637 gola u 359 utakmica Perkovac je najbolji igrač na popisu najboljih strijelaca svih vremena švicarske rukomente lige (SHL).

### Uspjesi kao igrač
- RK Medveščak

Jugoslavenski rukometni kup (4): 1981., 1986., 1987. i 1989.
- BSV Borba Luzern

Švicarska prva rukometna liga (1): 1992. – 93.
- TV Suhr

Švicarska prva rukometna liga (2): 1998. – 99., 1999. – 00.

Švicarski rukometni Super kup (1): 1999.
- Individualna

Franjo Bučar State Award for Sport: 1996.

## Trenerska karijera
- BSV BORBA Luzern
- TV Suhr
- Pfadi Winterthur
- Kadetten Schaffhausen
- Grčka rukometna reprezentacija
- Švicarska rukometna reprezentacija
- GWD Minden
- TuS Nettelstedt-Lübbecke
- HC Kriens-Luzern
- Hrvatska rukometna reprezentacija

### Trenerski uspjesi
- 2001./2002. Prvak Švicarske s klubom Pfadi Winterthur
- 2002./2003. Prvak Švicarske s klubom Pfadi Winterthur
- 2002./2003. pobjednik Švicarskoga kupa s klubom Pfadi Winterthur
- 2003./2004. pobjednik Švicarskoga kupa s klubom Kadetten Schaffhausen
- 2004./2005. pobjednik Švicarskoga kupa s klubom Kadetten Schaffhausen
- 2004./2005. Prvak Švicarske s klubom Kadetten Schaffhausen
- 2005./2006. Prvak Švicarske s klubom Kadetten Schaffhausen
- 2006./2007. pobjednik Švicarskoga kupa s klubom Kadetten Schaffhausen
- 2006./2007. Prvak Švicarske s klubom Kadetten Schaffhausen
- 2006./2007. Trener godine
- 2007./2008. pobjednik Švicarskoga kupa s klubom Kadetten Schaffhausen